# (90397) Rasch
Pour les articles homonymes, voir Rasch.
(90397) Rasch est un astéroïde de la ceinture principale.

## Description
(90397) Rasch est un astéroïde de la ceinture principale. Il fut découvert le 16 décembre 2003 aux Monts Santa Catalina par le projet CSS. Il présente une orbite caractérisée par un demi-grand axe de 2,53 UA, une excentricité de 0,27 et une inclinaison de 6,3° par rapport à l'écliptique.

## Compléments